# 佐久田脩
佐久田 脩（さくた おさむ、1958年7月9日 - 2020年12月4日）は、日本の俳優、声優。以前は本名の佐久田 修（読み同じ）名義で活動していた。
鹿児島県鹿児島市出身。

## 来歴
東京都立代々木高等学校卒業。劇団いろは、同人舎プロダクションを経て、ビーボ所属。
小学校時代に観ていた映画『チップス先生さようなら』に感銘を受けて役者を目指した。
小学6年時に父親の転勤により母親と鹿児島から上京。鹿児島弁を矯正するために劇団いろはに入団。子役として『仮面ライダー』『人造人間キカイダー』などに出演。
1975年、NHK連続テレビ小説『水色の時』に大竹しのぶの弟・松宮俊彦役で出演。1976年、TBSのテレビドラマ『結婚するまで』では秋吉久美子の弟・真田健一役で出演。1977年、土曜ワイド劇場『野菊の墓』（テレビ朝日）で山口百恵の相手役を演じた。
1984年には、日本テレビで放映された特撮番組『星雲仮面マシンマン』の主演（高瀬健役）を務めた。マシンマンは口もとの見えるヒーローのため、アップでの演技や簡単なアクションなどは佐久田本人が演じた。また、高瀬健の役作りについては、「スーパーマンのクラーク・ケントを意識した」と語っている。
1990年代後半以降は、声優として外国映画・テレビドラマの吹き替えや、日本放送協会の大河ドラマ（地上デジタルテレビジョン放送・衛星デジタル放送のみ）、NHK人間講座等の副音声解説者としても出演していた。
2012年10月からディスカバリーチャンネルで放送開始の『名車再生!クラシックカー・ディーラーズ』の交渉役マイク・ブルーワーの吹替を担当。同番組は同chの看板番組に成長したが、8年目の2020年11月放送分の新エピソードからマイクの声を降板。同年12月4日23時59分に膵臓癌により死去。62歳没。同月8日に所属事務所より発表された。親交のあった小野寺丈（2021年に改名し、現芸名：丈）は2018年ごろから病気療養中であったことを自身のブログで明かしている。

## 人物
趣味は、ウォーキング、テニス、健康に関する資料集め。特技は、殺陣、水泳、音楽。高校時代は、同級生とバンドを結成し、文化祭などでコンサートを開いていた。

## 後任
佐久田の死後、持ち役を引き継いだ人物は以下の通り。
| 代役・後任 | 役名               | 作品                                              | 代役・後任の初出演           |
| ---------- | ------------------ | ------------------------------------------------- | ---------------------------- |
| 上田燿司   | マイク・ブルーワー | 『名車再生!クラシックカー・ディーラーズ』         | シーズン15                   |
| 森田順平   | レオン・ヴァンス   | 『NCIS 〜ネイビー犯罪捜査班』                     | シーズン12                   |
| 四宮豪     | パヴェル・チェコフ | 『スター・トレック ディレクターズ・エディション』 | 4K UHD+Blu-ray版追加収録部分 |
| 園部啓一   | 副音声解説         | 『ブラタモリ』、『鶴瓶の家族に乾杯』              | 2021年以降                   |

## 出演（俳優）

### テレビドラマ
- 宇宙猿人ゴリ対スペクトルマン 第38話「スフィンクス前進せよ!!」、第39話 「怪獣地区突破作戦!!」（1971年、フジテレビ） - シンちゃん
- 仮面ライダー（毎日放送）
  - 第31話「死斗! ありくい魔人アリガバリ」（1971年） - 井崎武夫
  - 第48話「吸血沼のヒルゲリラ」（1972年） - 少年
- 好き! すき!! 魔女先生 第6話「僕の弟はロボットだ!」（1971年、朝日放送） -  坂井信夫
- 超人バロム・1 第24話「魔人ウデゲルゲは神社で呪う」（1972年、読売テレビ） - 昇
- 人造人間キカイダー 第7話「怪物ブルスコングが大暴れ」（1972年、NET） - 稲葉史郎
- がんばれ!兄ちゃん 第15話「SLど根性」（1973年、TBS） - 五郎
- 大河ドラマ（NHK）
  - 勝海舟 第52回「無血開城」（1974年） - 都築新三郎
  - 草燃える（1979年） - 佐々木盛綱
  - 獅子の時代（1980年） - 石岡虎之助
  - 徳川家康（1983年） - 前田利政
  - 風林火山 第41回「姫の死」（2007年） - 武田の物見[注釈 1]
- ポーラ名作劇場 / 虚構の家（1974年、NET） - 日和崎基
- 連続テレビ小説 / 水色の時（1975年、NHK） - 松宮俊彦
- 銀河テレビ小説（NHK）
  - ドラマでつづる昭和シリーズ2 青春（1975年） - 勇太郞
- 結婚するまで（1976年 - 1977年、TBS） - 真田健一
- お菓子放浪記（1976年、TBS）[6]
- すぐやる一家青春記 第5話「課長・危機一髪」（1977年、TBS）
- 天北原野（1977年、毎日放送） - 加津夫
- 土曜ワイド劇場（テレビ朝日）
  - 野菊の墓（1977年） - 主演・斎藤政夫
  - 透明な季節 （1982年）
  - 人妻の背徳日記殺人事件（1986年）
  - 津軽海峡おんな殺人行（1988年）
- 青いくちづけ（1978年、毎日放送） - 信一
- ポーラテレビ小説 / 夫婦ようそろ（1978年、TBS） - 定太郎
- コメットさん 第19話「オーイ! 屋根の上の弟」（1978年、TBS）
- 七人の刑事 第29話「殺意の回路」（1978年、TBS）
- 遙かな坂（1979年、テレビ朝日） - 逢坂剛
- 夕焼けのマイ・ウェイ（1980年、フジテレビ） - 主演
- 望郷の星〜長谷川テルの青春（1980年、TBS）
- 東芝日曜劇場（TBS）
  - 想思樹の歌（1980年） - 新城長英
  - 二人づれの道（1983年、TBS）
- 土曜ナナハン学園危機一髪 / ゴーイング・ママ・ウェイ（1980年、フジテレビ）
- 生徒諸君!（1980年、テレビ朝日 / 東映）- 岩崎守
- 走れ!熱血刑事 第7話「きみはUFOを見たか?」（1981年、テレビ朝日）
- 暴れん坊将軍（テレビ朝日）
  - 吉宗評判記 暴れん坊将軍 第167話「天下御免の夫婦喧嘩」（1981年） - 岡部大和守信之
  - 暴れん坊将軍II
    - 第91話「春に出初めの木遣り唄!」（1985年） - 佐吉
    - 第151話「あかりが欲しい! 恋の辻占」（1986年） - 留吉
    - 第183話「爆破! 人質は八百八町」（1987年） - 松永弥一郎

  - 暴れん坊将軍III
    - 第29話「狙われた玉の輿!」（1988年） - 赤井御門守
    - 第54話「名奉行、なさけの仇討」（1989年） - 忠八
    - 春のスペシャル 激闘! 大坂城、吉宗に挑む豊臣一族!（1990年） - 徳川宗直

  - 暴れん坊将軍IV 第24話「汚名を晴らした恋女房」（1991年） - 村岡和馬
- 空よ海よ息子たちよ（1981年、TBS） - 宇田川少尉
- 長七郎天下ご免! 第95話「愛ふたたび 江戸のはぐれ鳥」（1981年、テレビ朝日） - 栄次
- 柳生新陰流（1982年、テレビ東京） - 柳生又十郎
- 源九郎旅日記 葵の暴れん坊 第2話「命を的の母ごころ」（1982年、テレビ朝日） - 正太
- 時代劇スペシャル / 日本犯科帳・隠密奉行 久留米編（1982年、フジテレビ）- 有馬頼久
- 特捜最前線 第261話「ニューナンブ38口径!」（1982年、Aテレビ朝日） - 長田勝
- 木曜ゴールデンドラマ（読売テレビ）
  - 冬の螢（1983年）
  - 死者をして語らしめよ!（1983年）
- ザ・サスペンス / 日本一周"旅号"殺人事件（1983年、TBS） - 田中刑事
- 若き血に燃ゆる〜福沢諭吉と明治の群像（1984年、テレビ東京）
- 星雲仮面マシンマン（1984年、日本テレビ） - 主演・マシンマン / 高瀬健[注釈 2]
- 長七郎江戸日記（NTV）
  - 第1シリーズ
    - 第65話「たった一度のあやまち」（1985年） - 慎作
    - 第94話「古傷」（1986年） - 森田数馬

  - 第3シリーズ 第6話「がめつい女?」（1990年） - 佐貫屋宗太郎
- 太陽にほえろ!（日本テレビ）
  - 第661話「マミーが怒った」（1985年） - 昭夫
  - 第716話「マイコン、疾走また疾走」（1986年） - 高村拓也
- 夏樹静子サスペンス / 二度とできない（1986年、関西テレビ）
- 木曜ドラマストリート / 展望車殺人事件（1986年、フジテレビ）
- 松本清張サスペンス 隠花の飾り / お手玉（1986年、KTV）
- 銭形平次 第3話「人情、迷子札」（1987年、NTV） - 若木
- 熱くなるまで待って! 第12話（1987年、CX）
- 君の瞳をタイホする! 第8話「俺達美女に変身? 秘密クラブ潜入大作戦」（1988年、CX）
- ホテル物語・夏!（1989年、TBS）
- 奇妙な出来事 第9話「リップスティック奇談」（1989年、CX）
- 終戦45年ドラマスペシャル 白旗の少女（1990年、CX）
- 八百八町夢日記 第1シリーズ 第34話「参上! 女目付」（1990年、NTV） - 小池
- 大江戸捜査網 平成版 第14話「暗殺集団を葬れ!」（1991年、TX） - 相良
- 将軍家光忍び旅 第15話「旅人泣かせの船宿退治」（1991年、ANB） - 国吉
- 刑事貴族 第17話「血を吸う薔薇の犯罪」（1991年、NTV） - 倉持オサム
- また又三匹が斬る! 第1話「姫君の、御毒見役三匹参上!」（1991年、ANB） - 関屋淡路守
- 水戸黄門 第20部（TBS）
  - 第34話「天誅! 謎の虚無僧 -富山-」（1991年） - 佐吉
  - 第40話「津軽馬鹿塗り情け塗り -弘前-」（1991年） - 彦太郎
- 大岡越前 第12部 第18話「千両富は誰のもの!?」（1992年、TBS） - 佐吉

### 映画
- サチコの幸（1976年、日活） - 武彦
- 聖母観音大菩薩（1977年、ATG） - 少年
- 九月の空（1978年、松竹） - 田端
- 東京大空襲 ガラスのうさぎ（1979年、共同映画全国系列会議） - 川井和雄
- 五番町夕霧楼（1980年、松竹） - 倫道
- 連合艦隊（1981年、東宝） - 大江中尉
- 海峡（1982年、東宝） - 岡田
- 極道の妻たち 最後の戦い（1990年、東映） - 刑事
- はりぼて（2020年、彩プロ） - 声の出演

## 出演（声優）
太字はメインキャラクター。

### 吹き替え

#### 映画
- アステロイド/最終衝撃（ベン・ドッド〈ドン・フランクリン〉）※ソフト版
- アトミック・トレイン（スタン〈ザック・ウォード〉）※テレビ朝日版
- アナコンダ2（ベン・ダグラス〈ニコラス・ゴンザレス〉）
- アナコンダ3
- あなたになら言える秘密のこと（サイモン〈ハビエル・カマラ〉）
- アフターショック（グリンゴ〈イーライ・ロス〉）
- アンタッチャブル（ジョージ・ストーン〈アンディ・ガルシア〉）※テレビ朝日版
- 怒りの河（トレイ・ウィルソン〈ロック・ハドソン〉）※ソフト版
- ヴァンパイア・イン・ブルックリン（ジャスティス）※VHS版
- ウェイクアップ!ネッド
- エーミールと探偵たち（エーミールの父）
- エアフォース・ワン（イゴール・ネフスキー）※日本テレビ版
- エイリアン3 完全版（アーロン〈ラルフ・ブラウン〉）
- エグゼキューター 復讐の黙示録（デビッドソン〈ジェイソン・プリーストリー〉）
- エスター（ジョン・コールマン〈ピーター・サースガード〉）
- オール・ザ・キングスメン（アダム・スタントン〈マーク・ラファロ〉）
- オーロラの彼方へ（ゴードン・ハーシュ〈ノア・エメリッヒ〉）※日本テレビ版
- Kissingジェシカ（ジョシュ）
- ギルバート・グレイプ（タッカー〈ジョン・C・ライリー〉）
- グッバイ・ジョー（レン・コールズ〈イーサン・ホーク〉）
- クリムゾン・タイド（ラッセル・ヴォスラー）※テレビ朝日版
- ゴースト・オブ・マーズ（マイケル・デスカンソ）
- ゴーストバスターズ（学部長）
- 恋する40DAYS（ダンカン〈ジャレッド・ポール〉）
- サイモン・セズ（マイケル・ガブリエリ）
- ザ・ギフト（サイモン〈ジェイソン・ベイトマン〉）
- ザ・スナイパー（ダニー〈グレッグ・キニア〉）
- さまよう魂たち（レイ・リンスキー）
- サンタに化けたヒッチハイカーは、なぜ家をめざすのか?（マックス）
- 地獄の戦艦（モートン〈ダニエル・ローバック〉）
- シックス・センス（医師〈M・ナイト・シャマラン〉）※日本テレビ版
- シャーペイのファビュラス・アドベンチャー
- ジャスティス（シスク大尉〈サム・ジェーガー〉）
- シルバーホーク
- シルベスター・スタローン ザ・ボディガード（マルチェロ・デラロッサ〈ラウル・ボヴァ〉）
- スカイキャプテン ワールド・オブ・トゥモロー（デックス〈ジョヴァンニ・リビシ〉）
- スター・トレック（パヴェル・チェコフ〈ウォルター・ケーニッヒ〉）※ソフト版
- スパイチーム（マック〈レオン・ライ〉）
- スリー・リバーズ ※テレビ朝日版
- ダンサーの純情（マ・サンドゥ）
- チャーリーズ・エンジェル フルスロットル（シーマス・オグレイディ〈ジャスティン・セロー〉）※テレビ朝日版
- 月のひつじ
- ディスクロージャー（ドン・チェリー）※テレビ朝日版
- デスリミッツ（エドワード〈ロン・エルダード〉）
- 盗聴
- トゥルー・ロマンス（エリオット・ブリッツァー〈ブロンソン・ピンチョット〉）※テレビ東京版
- ドリームキャッチャー（ピート〈ティモシー・オリファント〉）
- Don't Think Twice -僕たちの成功-（ビル〈マイク・バービグリア〉）
- ナショナル・トレジャー
- ネバー・フォーゲット（フランク・ヒル〈ルー・ダイアモンド・フィリップス〉）
- バーティカル・リミット（トム・マクラレン〈ニコラス・リー〉）※テレビ朝日版
- バッドデイズ（リー・イーガン〈ティモシー・ハットン〉）
- バトルフィールド・アース（ミッキー）※ソフト版
- バビロンZ（ジェームズ博士）
- ハムナプトラ/失われた砂漠の都（バーンズ）※日本テレビ版
- パラサイト・バイティング 食人草（マティアス〈ジョー・アンダーソン〉）
- 巴里のアメリカ人（ジェリー〈ジーン・ケリー〉）※PDDVD版
- ヒマラヤ杉に降る雪（アーサー・チェンバーズ〈サム・シェパード〉）
- ビロウ ※ソフト版
- 5　デイズ　フォー
- ファイナル・カウントダウン（ウォーレン・ラスキー〈マーティン・シーン〉）※フジテレビ版（追加収録部分）
- フェイス/オフ（ポラックス・トロイ〈アレッサンドロ・ニヴォラ〉）※テレビ朝日版
- フォエバー・フレンズ（マイケル・エセックス〈ジェームズ・リード〉）※テレビ東京版
- ブギーナイツ（バック・スウォープ〈ドン・チードル〉）
- ブレード/刀（刀匠）
- ブロークダウン・パレス（ニック・パークス〈ダニエル・ラパイン〉）
- ブロークン・アロー（ジャイルズ・プレンティス〈フランク・ホエーリー〉）※テレビ朝日版
- ボーン・スプレマシー（トム・クローニン）※日本テレビ版
- マイアミ・ラプソディー（ジェフ）
- マスター・アンド・コマンダー（トーマス・プリングス副長ス〈ジェームズ・ダーシー〉）
- マトリックス レボリューションズ（副官）※フジテレビ版
- マリー・アントワネット（ルイ16世〈ジェイソン・シュワルツマン〉）
- マンハッタン花物語（ランディ）
- ミッション:インポッシブル（ジャック・ハーモン〈エミリオ・エステベス〉）※テレビ朝日版
- ミュータント・タートルズ（アンカーマン）
- モンスタートラック（ジム・ダウド〈トーマス・レノン〉）
- 山猫は眠らない（ダグ・パピッチ伍長〈エイデン・ヤング〉）※テレビ東京版
- 許されざる者（スコフィールド・キッド）※テレビ朝日版
- ラスト・キャッスル（ベルツ大尉）
- ラストキング・オブ・スコットランド（ジュンジュ医師〈デヴィッド・オイェロウォ〉）
- ラストマン・スタンディング（ジョルジオ・カルモンテ〈マイケル・インペリオリ〉）※テレビ朝日版
- ラベジャー（ケイド）
- ランスキー アメリカが最も恐れた男（ベンジャミン・シーゲル〈エリック・ロバーツ〉）
- ランダウン ロッキング・ザ・アマゾン ※テレビ東京版
- リーピング（ケイド保安官（ウィリアム・ラグズデール〉）
- リトル・シティ/恋人たちの選択（アダム〈ジョシュ・チャールズ〉）
- レクイエム・フォー・ドリーム（ハリー・ゴールドファーブ〈ジャレッド・レト〉）
- レッド・ウォール（クレイ・ハーディング〈スコット・フォーリー〉）
- レッドクリフ（趙雲[18]）
- ロマンシング・アドベンチャー/キング・ソロモンの秘宝 ※テレビ東京版

#### ドラマ
- アガサ・クリスティー トミーとタペンス -2人で探偵を-（アルバート・ペンバートン〈マシュー・スティア〉）
- アメリカン・ホラー・ストーリー アサイラム（ハワード司祭〈ジョセフ・ファインズ〉）
- アラビアン・ナイト ～千一夜物語（アリ・ババ〈ルーファス・シーウェル〉）
- アリー my Love
- アルゴノーツ 伝説の冒険者たち（オルフェウス〈エイドリアン・レスター〉）
- ER緊急救命室
  - シーズンⅢ #8（牧師）
  - シーズンⅣ #15（デューイ〈チャック・マルティネス〉）
  - シーズンⅦ #17（グレッグ〈デレク・ウェブスター〉）
  - シーズンⅧ #19（モーリス・"ボスコ"・ボスコレリ〈ジェイソン・ワイルズ〉）
- エイリアス（リック）
- NCIS 〜ネイビー犯罪捜査班（レオン・ヴァンス〈ロッキー・キャロル〉）※2代目
- エレメンタリー ホームズ&ワトソン in NY（リチャード・マントロ〈ダラス・ロバーツ〉）
- オデッセイファイブ（カート・メンデル〈セバスチャン・ロッシェ〉）
- 恐竜家族（実況）
- クライム・ストーリー #23（ルーク〈ケヴィン・スペイシー〉）
- クリミナル・マインド4 FBI行動分析課（フロイド）
- クリミナル・マインド5 FBI行動分析課（マラー）
- 刑事ナッシュ・ブリッジスシリーズ（エバン・コルテス〈ジェイミー・ゴメス〉）
- 刑事マルティン・ベック サボイ・ホテルの殺人（マッツ・リンデル）
- 恋するマンハッタン（ジェフ〈サイモン・レックス〉）
- サード・ウォッチ（モーリス・"ボスコ"・ボスコレリ〈ジェイソン・ワイルズ〉）
- CSI:ニューヨーク（ペン）
- 主任警部モース キドリントンから消えた娘（ジョン・マグワイア）
- 私立探偵ハリー（ハリソン・フォックス・ジュニア〈ジョン・ルービンスタイン〉）
- 新・刑事コロンボ 虚飾のオープニング・ナイト（ジャスティン・プライス〈マシュー・リス〉）※WOWOW版
- スパルタカス（バティアトゥス〈ジョン・ハナー〉）
- スパルタカス ゴッド・オブ・アリーナ（バティアトゥス〈ジョン・ハナー〉）
- 第一容疑者8 姿なき犯人（フィリップス巡査）
- ダイノトピア（デヴィッド・スコット〈ウェントワース・ミラー〉）※ソフト版
- ダメージ3（ジョー・トビン〈キャンベル・スコット〉）
- TVキャスター マーフィー・ブラウン（マイルズ・シルバーバーグ）
- デスパレートな妻たち（モンロー・カーター）
- ドクター・フー
- トンイ（チャ・チョンス〈ペ・スビン〉）
- PERSON of INTEREST 犯罪予知ユニット シーズン3 第19話
- バッファロー・ガールズ（オグデン〈リーヴ・シュレイバー〉）※NHK版
- 春のワルツ
- HAWAII FIVE-0（サム）
- ふたりは最高!ダーマ&グレッグ シーズン3 #12（ポール）
- ブル 〜ウォール街への挑戦〜（デイト）
- ブルーブラッド 〜NYPD家族の絆〜（ギャレット）
- フレンズ（デビッド〈ハンク・アザリア〉）
- 北京バイオリン（ジャン・グォビン）
- BONES シーズン9 #20（リチャード・バーク）
- ホテル・バビロン（ジャグディーブ）
- マードック・ミステリー 〜刑事マードックの捜査ファイル〜（アルフレッド王子）
- ミス・マープル 魔術の殺人（ウォルター・ハッド）
- ミッシング -サイキック捜査官- シーズン2（アントニオ・コルティス〈ルイス・フェレイラ〉）
- ミディアム 霊能者アリソン・デュボア（カリー）
- 名探偵モンク
- メントーズ（ビジクロン）
- リゾーリ&アイルズ ヒロインたちの捜査線（トム・カーヴィン〈バルサザール・ゲティ〉、ロベルト・グサーノ）
- ロストワールド（ローン）
- 私の名前はキム・サムスン

#### アニメ
- おさるのジョージ（グリッグス）
- バットマン
- ファンタスティック・フォー（リード・リチャーズ/ミスター・ファンタスティック）
- ペッパピッグ（お父さん、おじいちゃん）※カートゥーンネットワーク版

### テレビアニメ
1992年
- お〜い!竜馬（久坂玄瑞）

1993年
- ルパン三世 ルパン暗殺指令

1995年
- バーチャファイター（アナウンサー）

1996年
- B'T-X（北斗）

1999年
- ワイルドアームズ トワイライトヴェノム（デニス）

2001年
- 神鵰侠侶 コンドルヒーロー（趙志敬）

2002年
- ガンフロンティア（ガンマン）
- 神世紀伝マーズ（2002年 - 2003年、科学者B、参謀B）

2007年
- 機神大戦ギガンティック・フォーミュラ（エドワード）

2008年
- ゴルゴ13（ルイ）
- ポルフィの長い旅（アンドレ）

2009年
- 犬夜叉 完結編（死神鬼）
- クレヨンしんちゃん（菊地）

2016年
- GATE 自衛隊 彼の地にて、斯く戦えり（古村崎一也）

### OVA
- B'T X NEO（1997年、北斗）
- TO（2009年、ショーン、ナレーション）

### Webアニメ
2006年
- 幕末機関説 いろはにほへと（中村半次郎）

2008年
- いくぜっ! 源さん（部乱目山）

### ゲーム
- 召喚少女 〜ElementalGirl Calling〜（2007年、マウロ、フランク）

### テレビ番組
- ためしてガッテン（副音声解説）
- 課外授業 ようこそ先輩（副音声解説）
- 探検バクモン（副音声解説）
- ファミリーヒストリー（副音声解説）
- 鶴瓶の家族に乾杯（副音声解説）
- ブラタモリ（副音声解説）
- NHK大河ドラマ（副音声解説、2001年 - 2006年）
- 地球ドラマチック『玉の衣をまとった王〜古代中国の栄枯盛衰〜』（ボイスオーバー）
- ディスカバリーチャンネル『名車再生！クラシックカー・ディーラーズ』（マイク・ブルーワー）
- ディスカバリーチャンネル『名車再生！マイクのワールドツアー』（マイク・ブルーワー）
- ディスカバリーチャンネル『名車再生！あの車は今』（マイク・ブルーワー）
- 五木ひろし・思い出の唄と小さな旅スペシャル（ナレーション、2017年、BS-TBS）